# انگیزه تجاری
انگیزه تجاری (به انگلیسی: Business case) استدلال لازم برای شروع یک پروژه یا کار می‌باشد. معمولاً آن را به صورت یک سند با ساختار مناسب ارائه می‌دهند، اما می‌تواند به شکل یک توافق یا ارائه شفاهی نیز باشد. منطق انگیزه تجاری این است که هر گاه قرار باشد سرمایه‌ای مانند پول یا کارگر مصرف شود باید در راستای یک نیاز تجاری باشد. 
برای مثال به روز رسانی نرم‌افزارهای شرکت می‌تواند باعث افزایش بهره‌وری شرکت گردد، اما «انگیزه تجاری» این کار این است که افزایش بهره‌وری باعث افزایش رضایت مشتری، کاهش زمان انجام کارها، و کاهش هزینه‌های نگهداری سیستم می‌باشد. یک انگیزه تجاری متقاعدکننده، انگیزه‌ای است که هم به خصوصیات قابل اندازی‌گیری و هم به خصوصیات غیرقابل اندازه‌گیری پروژه توجه‌دارد.

## المان‌های اساسی گزارش انگیزه تجاری
یک گزارش انگیزه تجاری خوب، که اعتماد به نفس و پاسخگویی را در زمینه تصمیم‌گیری‌های سرمایه‌گذاری به ارمغان می‌آورد، مجموعه‌ای از کلیه اطلاعات جمع‌آوری شده در طول فرایند تجزیه و تحلیل شرکت و انگیزه تجاری است. هدف اصلی ارائه شواهد و توجیه ادامه سرمایه‌گذاری است. موارد زیر برخی از المان‌های اساسی است:
- پیشگفتار
- فهرست مطالب
- خلاصه اجرائی
  - توصیه‌ها
  - خلاصه نتایج
  - تصمیم‌هایی که باید گرفته شوند.
- مقدمه
  - محرک‌های تجاری
  - محدوده
  - ابعاد مالی
- آنالیز
  - فرض‌ها
  - صورت جریان وجوه نقد
  - هزینه‌ها
  - مزایا
  - ریسک‌ها
  - انتخاب‌های استراتژیک
  - هزینه فرصت
- نتیجه‌گیری، توصیه‌ها و مراحل بعدی
- پیوست‌ها